# Brittany Maynard
Brittany Lauren Maynard (* 19. November 1984 in Anaheim, Kalifornien; † 1. November 2014 in Portland, Oregon) war eine US-Amerikanerin, die an Krebs erkrankt war und ihrem Leben durch ärztlich assistierten Suizid ein Ende setzte. Nachdem sich ein Hirntumor bei genauer Diagnose als fortgeschrittenes, unheilbares Glioblastom entpuppt hatte, erlangte sie internationales Aufsehen, indem sie ihre Absicht zum ärztlich assistierten Suizid vielfach öffentlich bekundete und diese Absicht zehn Monate nach der Erstdiagnose Anfang November 2014 im Kreise ihrer Familie auch umsetzte.
Durch ihr öffentliches Engagement für die Non-Profit-Organisation Compassion & Choices (zu deutsch „Mitgefühl und Wahlmöglichkeiten“), die sich für die weitere Legalisierung der Sterbehilfe über bis dahin nur fünf US-Staaten hinaus einsetzt, intensivierte sie die dortige Debatte zur Sterbehilfe und wurde dadurch auch in anderen Ländern bekannt, in denen Sterbehilfe politisch diskutiert wird. In zahlreichen Interviews und Videobotschaften hatte sie sich zu ihrer Leidensgeschichte und ihren Absichten geäußert und damit ein Millionenpublikum erreicht.
Vor ihrer Erkrankung hatte Maynard ein Studium an der University of California, Berkeley absolviert. Sie erfüllte sich in den Monaten vor ihrem Tod einige letzte Lebenswünsche, insbesondere Reisen nach Alaska, zum Grand-Canyon-Nationalpark und zum Yellowstone-Nationalpark.
Für die Umsetzung des ärztlich assistierten Suizid war sie gemeinsam mit Ehemann, Mutter und Stiefvater eigens aus ihrer Heimat Kalifornien nach Oregon umgesiedelt, dem ersten Bundesstaat der Vereinigten Staaten, in dem 1997 die Sterbehilfe durch den Death with Dignity Act erlaubt wurde. Das Datum des ärztlich assistierten Suizid gab sie bereits drei Wochen zuvor Reportern gegenüber bekannt. Nachdem sie wegen einer vorübergehenden Besserung ihres Gesundheitszustandes eine Terminverschiebung ins Auge gefasst hatte, fand die Aktion am Ende wie ursprünglich geplant statt. Wie vorgeschrieben, nahm sie dazu selbst eine tödliche Medikamentendosis zu sich.

## Kritik
An der Sterbehilfe und ihrer öffentlichen Inszenierung von Brittany Maynard wurde Kritik geübt. Der US-amerikanische Palliativmediziner Ira Byock sah die Werbung für die Organisation Compassion & Choices Ende Oktober kritisch und meinte, dass Maynard dadurch unter Druck gerate, den geplanten Suizidtermin 1. November 2014 einzuhalten, auch wenn sie ihr Leben dann noch lebenswert finde.
Der Präsident der Päpstlichen Akademie für das Leben, Bischof Ignacio Carrasco de Paula sagte: „Aktiver Selbstmord ist absurd. Würde bedeutet nicht, dem eigenen Leben ein Ende zu setzen.“ Der Medizinethiker Giovanni Maio gab in einem Interview im Stern an, es sei „höchst problematisch […], dass diese Geschichte nun als eine Art Werbung für den assistierten Suizid verkauft wird“.